# Borszczówka (hromada Borsuki)
Borszczówka (ukr. Борщівка) – wieś na Ukrainie w rejonie krzemienieckim należącym do obwodu tarnopolskiego.
W okresie międzywojennym w miejscowości stacjonowała strażnica KOP „Borszczówka”.